# Епандер
Епандер (*Ἔπανδρος, д/н — бл. 90 до н. е.) — індо-грецький цар у Західному Пенджабі в 95 до н. е.—90 до н. е. роках.

## Життєпис
Походив з династії Євтідемідів. Був нащадком царя Менандра I. Напевне в останні роки Філоксена I був його співволодарем. Характер цього правління достеменно невідомий, оскільки ці царі походили з різних династій. Тому роки панування Епандра за різними дослідженнями 95-90 роки до н. е. або 80 рік до н. е. Проте перші дати вважаються більш реальними.
Вів боротьбу з іншими індо-грецькими царями — Діомедом I та Амінтою I. Можливо? також вимушений був протидіяти Геліоклу II, який посів Східний Пенджаб і Північно-Західну Індію. Напевне, під час цієї боротьби загинув. Владу отримав Фрасон.
Карбував срібні драхми зі своїм зображенням у діадемі, на зворотньому боці — з Афіною. На відміну від сучасних йому царів використовував лише двомовні написи (кхароштхі та давньогрецькою мовою).